# Sociedad FB7
Die Sociedad FB7 (ausgesprochen: sosiedad efebesiete) ist eine kolumbianische Hip-Hop-Gruppe. Sie besteht aus dem Rapper Medina Oxoc, den Produzenten Lupa und DJ Luigi sowie dem Breakdancer Edwin Jiménez.

## Entstehung und Geschichte
Die Gruppe entstand am Anfang der 90er Jahre in der kolumbianischen Stadt Medellín. Zu dieser Zeit erreichte die amerikanische Hip-Hop-Kultur die Straßen vieler weiterer Länder Südamerikas. Inmitten von Armut, Gewalt und Diskriminierung schlossen sich die Jugendlichen zur Sociedad FB7 (Gesellschaft FB7) zusammen, um mit ihrer Musik auf Missstände aufmerksam zu machen. 2005 machten sie eine Tournee durch Deutschland. Überwiegend traten sie an Schulen auf, in denen Spanisch, die Landessprache Kolumbiens, unterrichtet wird. Sie traten unter anderem in Bremen, Hamburg und Stuttgart auf.

## Diskografie

### En medio de la guerra(Mitten im Krieg)
- Vengo cansado (Ich bin müde)
- No jugaras conmigo (Du wirst nicht mit mir spielen)
- No puedo vivir (Ich kann nicht leben)
- La calle enseña (Die Straße lehrt)
- Maldigo la guerra (Ich verdamme den Krieg)
- En medio de la guerra (inmitten des Kriegs)
- No es un juego (Es ist kein Spiel)
- Nubes de polvo (Staubwolken)
- Tributo (Tribut)
- Mirame bien (Schau mich gut an)
- No te alarmes (Erschrick nicht)
- Por estos días (Diese Tage)
- Así es mi barrio (So ist mein Viertel)
- Me levantaré (Ich werde aufstehen)
- Vector al viento (Vektor im Wind)
- No estamos muertos (Wir sind nicht tot)